# 單帶眶棘鱸
單帶眶棘鱸，又稱黑帶赤尾冬，俗名紅尾冬仔，為輻鰭魚綱鱸形目金線魚科的其中一個種。

## 分布
本魚分布於印度西太平洋區，包括柬埔寨、汶萊、臺灣、澳洲、印尼、中國、香港、菲律賓、馬來西亞、新加坡、琉球群島、泰國、越南等海域。

## 深度
水深1至50公尺。

## 特徵
本魚體側扁，吻部具3條藍色縱紋，背部灰色，體側中央具一條褐色寬縱帶，腹部銀白色，尾鰭凹形，上葉略呈絲狀延長。背鰭硬棘10枚、軟條9枚；臀鰭硬棘3枚、軟條7枚。體長可達31公分。

## 生態
本魚幼魚棲息在海藻茂盛的地區，成魚活動於礫石地。游泳方式特殊，以一停一動的方式活動。屬肉食性，以小型底棲無脊椎動物為食，具性轉變。

## 經濟利用
可做為食用魚及觀賞魚。